# 사베인스 옥슬리법

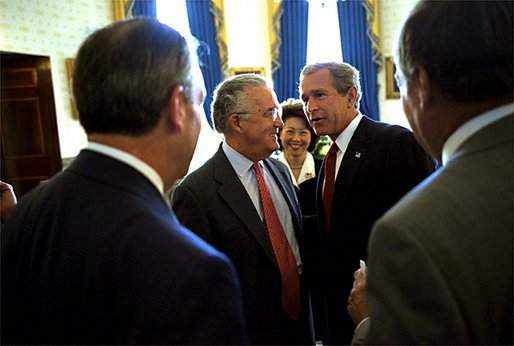
2002년 7월 30일 법안 통과전 부시 대통령과 사베인스 상원의원이 백악관에서 만나고 있다.

사베인스-옥슬리 법(Sarbanes-Oxley Act, SOx, Pub.L. 107-204, 116 Stat. 745, 2002년 7월 30일 발효)은 "상장회사 회계 개선과 투자자 보호법"(상원) 또는 "법인과 회계 감사 책임 법"(하원) 또는 Sarbox or SOX로도 불리는 미국의 회계 개혁에 관한 연방법률로서, 월드컴과 엔론같은 거대 기업들의 잇달은 회계부정으로 인해 막대한 피해가 발생하자 회계제도 개혁의 필요성이 제기되었고, 2002년 7월 30일 법안의 발의자인 상원의원 폴 사베인스(민주당, 메릴랜드)와 하원의원 마이클 옥슬리(공화당, 오하이오)의 이름을 따서 제정되었다.
이 법은 엔론, 타이코 인터내셔널, 아델피아, 페레그린 시스템즈, 월드컴과 같은 거대 기업들의 잇달은 회계부정 사건들에 대한 반응으로 발효되었다. 이 사건들로 인해 관련 회사들의 주가가 폭락하여 투자자들에게 수백만 달러의 손실을 안겨 주었고, 미국 주식 시장의 신용도를 뒤흔들어 놓았다. 이 법은 회계제도 개혁의 필요성이 제기됨에 따라 제정되었다.

## 영향
이 법안에 의해 회계법인들의 감사와 비감사 업무(경영자문 등)의 동시제공에 제한이 생겼으며, 과거 감사 업무에 대한 감리를 법인의 자율적인 상호감리에서 감리업무를 관할하는 기관인 PCAOB가 설립되었다. 이 법안은 회계법인의 독립성 강화, 재무정보 공시 강화 등의 강한 회계제도 개혁 의지를 담고 있으며, 미국뿐 아니라 대한민국 등 다른 나라의 회계 제도 개혁에도 영향을 미쳤다.

## 같이 보기
- 데이터 거버넌스
- ISO/IEC 27000 시리즈